# 奧托和瑪蒂爾德十字架

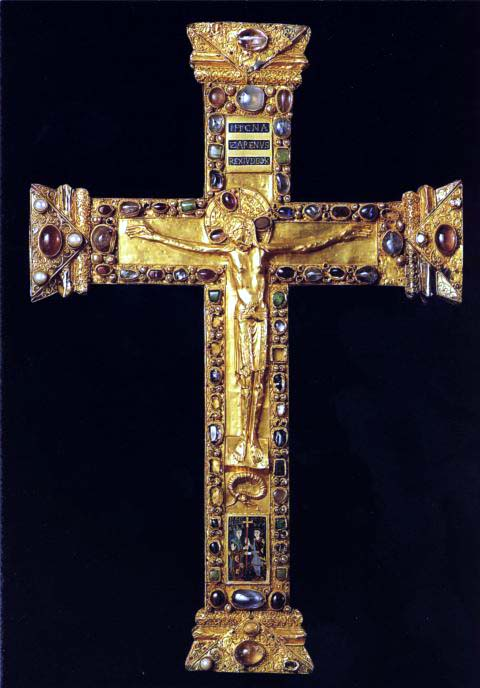
奧托和瑪蒂爾德十字架

奥托和玛蒂尔德十字、奥托-玛蒂尔达十字或玛蒂尔德第一十字（德语：Otto-Mathilden-Kreuz）是埃森大教堂宝库中的中世纪镶嵌有宝石的游行十字架。它铸造于十世纪后期，直到最近才用于节假日。
它以出现在基督下方珐琅匾上的两个人的名字命名:土瓦本兼巴伐利亞公爵 奧托一世 (巴伐利亞)和他的姊姊，埃森女修道院的女院长玛蒂尔德。他们的祖父是皇帝奥托一世，他们的叔叔是皇帝奥托二世，他們姊弟倆是祖父與叔叔的宠儿。十字架是体现萨克森王室与埃森修道院密切关系的物品之一。玛蒂尔德于973年成为埃森女修道院的女院长，而她的弟弟奥托於982年去世，因此可以推測十字架應該是在这些日期之间制作的，如果它对奥托還有纪念功能，则也是在一两年后制作。与埃森修道院在玛蒂尔德赞助下制作的其他物品一样，金匠製作的位置不确定，除了埃森之外，科隆也经常被提及，而珐琅牌匾則可能是在特里尔单独制作的。